# آندری کورکف
 آندری کورکف (آندره کورکوف) نویسنده اوکراینی‌ است. وی متولد ۲۳ آوریل ۱۹۶۱ است. آندری کورکف خالق رمان مشهور مرگ و پنگوئن است. کورکف در شوروی سابق در شهر لنینگراد (سن پترزبورگ) متولد شد.
آثار او پر از طنز سیاه و سفید، عناصر سورئالیسم و واقعیت پس از شوروی است. آثار او در بیش از ۶۵ کشور جهان و به بیش از ۳۷ زبان دنیا (از جمله فارسی) ترجمه شده‌است. از جمله آثار وی می توان به مرا به کنگاراکاس نبر و زنبور های خاکستری اشاره کرد.